# Nahuel Oviedo
Nahuel Oviedo Bentancourt (Buenos Aires, Argentina; 9 de mayo de 1990) es un exfutbolista argentino que jugaba de centrodelantero.

## Biografía
Debutó a los 20 años en Primera División con el Club Atlético Huracán, aunque en 2011, dos años después de su debut fue condenado a tres años en suspenso por robar joyas de una casa del barrio porteño de Villa Devoto. En 2013 fue acusado de robarle el arma, el chaleco y maltratar a una oficial de policía en Chacarita, por lo que fue condenado a tres meses de prisión en el penal de Ezeiza. Tras su salida de la cárcel, pasó por varios clubes: Sportivo Italiano, San Antonio Unido y Deportivo la Serena, ambos de Chile, Sportivo Barracas y finalmente San Telmo.

## Condena por homicidio
El 22 de julio de 2018 se vio envuelto en una riña a la salida de un bar en la localidad de Hurlingham, en donde fue asesinado el también futbolista Facundo Espíndola, hecho por el cual fue detenido ese mismo día en horas de la tarde y finalmente condenado en febrero de 2020 a 14 años de prisión tras ser considerado autor material del homicidio.

## Trayectoria
| Club                        | País      | Año         | Part. | Goles | Prom. |
| --------------------------- | --------- | ----------- | ----- | ----- | ----- |
| Huracán                     | Argentina | 2010 - 2013 | 23    | 3     | 0,13  |
| Sportivo Italiano (cedido)  | Argentina | 2014        | 12    | 0     | 0,00  |
| San Antonio Unido (cedido)  | Chile     | 2015        | 11    | 8     | 0,72  |
| San Telmo                   | Argentina | 2016        | 12    | 2     | 0,16  |
| Deportes La Serena (cedido) | Chile     | 2016        | 10    | 0     | 0,00  |
| San Telmo                   | Argentina | 2017        | 5     | 0     | 0,00  |
| Total                       |           | 2010 - 2017 | 74    | 14    | 0,19  |

## Palmarés
| Título    | Club              | País      | Año  |
| --------- | ----------------- | --------- | ---- |
| Primera C | Sportivo Italiano | Argentina | 2014 |
| Primera C | San Telmo         | Argentina | 2016 |